# Englewood (Nova Jérsei)
Englewood é uma cidade localizada no estado americano de Nova Jérsei, no Condado de Bergen.
É conhecida por ser a cidade de onde se fez as primeiras ligações telefônicas interurbanas no mundo em 1951 — para onze cidades estado-unidenses incluindo Nova Iorque — e abriga entre seus moradores personalidades famosas como George Benson, Sarah Jessica Parker,  John Travolta e Brooke Shields.

## Demografia
Segundo o censo americano de 2010 a sua população era de 27,147 habitantes, e em 2019 foi estimada uma população de 28,402, um aumento de (4.7%).

## Geografia
De acordo com o United States Census Bureau tem uma área de
12,8 km², dos quais 12,8 km² cobertos por terra e 0,0 km² cobertos por água.

## Localidades na vizinhança
O diagrama seguinte representa as localidades num raio de 4 km ao redor de Englewood.